# 덴버 S. 디커슨
덴버 실베스터 디커슨(Denver Sylvester Dickerson, 1872년 1월 24일, 캘리포니아주 밀빌 ~ 1925년 11월 28일, 네바다주 카슨시티)는 미국의 정치인이자, 제13대 네바다 부지사와 제11대 네바다 주지사를 역임하였다.

## 경력
- 아이다호 광업
- 몬태나 광업
- 네바다 광업
- 스페인-미국 전쟁 미국 의용군 기병대 하사관
- 1907.01 ~ 1908.05 제13대 네바다 부지사
- 1908.05 ~ 1911.01 제11대 네바다 주지사
- 1913.03 ~ 1916.12 네바다 주립 교도소 소장
- 1920.01 ~ 1921.04 연방 교도소 감독관
- 1923.12 ~ 1925.11 네바다 주립 교도소 소장

## 역대 선거 결과
| 선거명      | 직책명        | 대수 | 정당   | 득표율 | 득표수  | 결과 | 당락               |
| ----------- | ------------- | ---- | ------ | ------ | ------- | ---- | ------------------ |
| 1906년 선거 | 네바다 부지사 | 13대 | 실버당 | 47.98% | 6,849표 | 1위  | 네바다 부지사 당선 |
| 1910년 선거 | 네바다 주지사 | 12대 | 민주당 | 42.66% | 8,798표 | 2위  | 낙선               |